# Herri Urrats

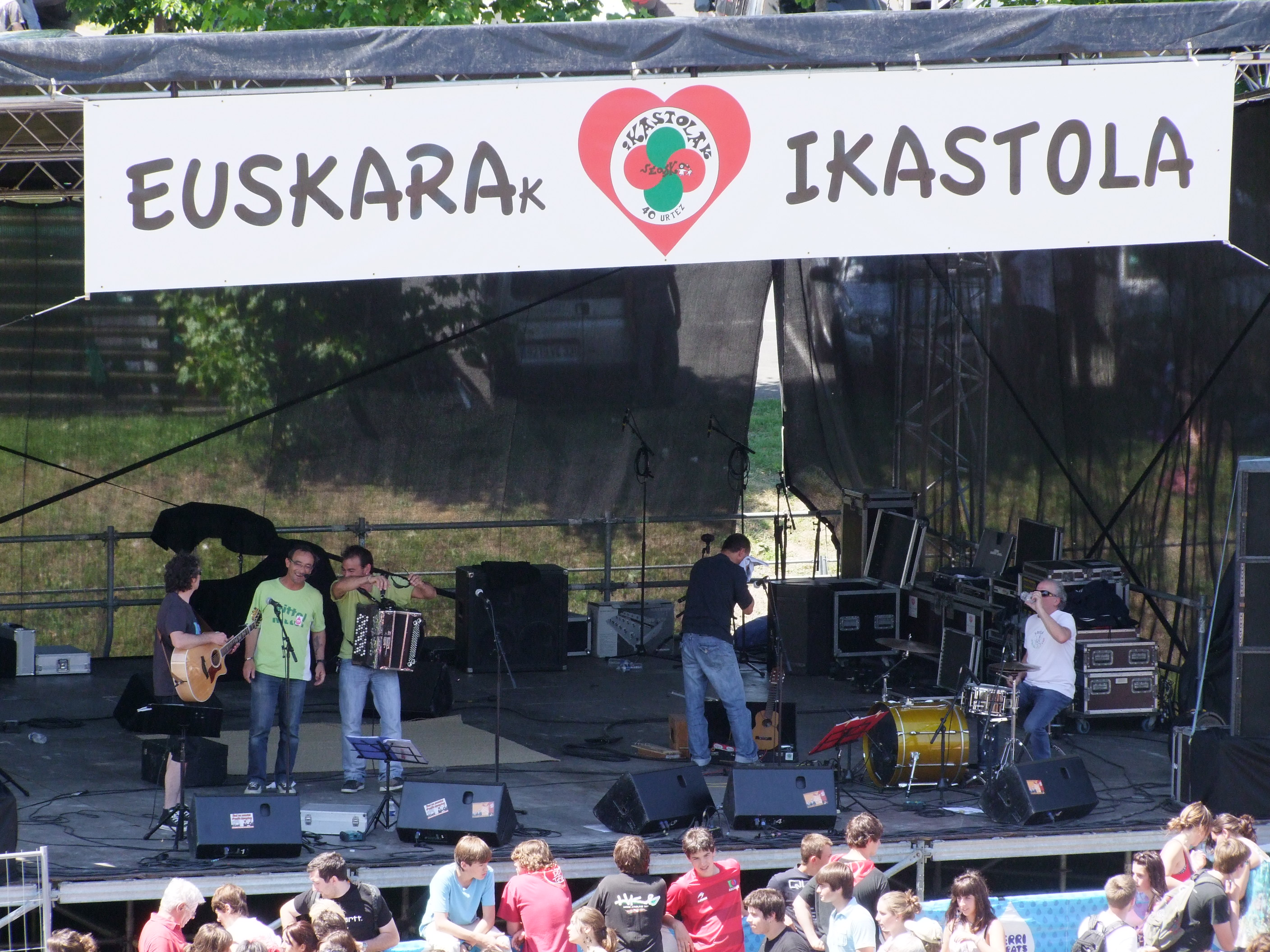
Festival Herri Urrats en 2011.

Herri Urrats es un acto anual que organiza la federación vascofrancesa de ikastolas Seaska. Consiste básicamente en una caminata acompañada de conciertos, mercadillos, etc. con el objetivo de recaudar fondos para la financiación de las ikastolas del País Vasco francés (Pirineos Atlánticos), ya que estas no reciben subvención pública ninguna por parte del Gobierno Francés. Se vienen celebrando en la primera quincena de mayo desde el año 1984.

## Celebraciones similares
Otros eventos similares en favor del euskera son:
- "Kilometroak" en Guipúzcoa.
- "Nafarroa Oinez" en Navarra.
- "Ibilaldia" en Vizcaya.
- "Araba Euskaraz" en Álava.